# Zborul 821 al Aeroflot
Un avion tip Boeing 737 s-a prăbușit la aterizare lângă aeroportul din orașul Perm, Rusia, pe terasamentul unei căi ferate, la data de 14 septembrie 2008. Bilanțul victimelor indică un număr de 88 de persoane. Nu au fost găsiți supraviețuitori.